# 郭大力
郭大力（1905年—1976年4月9日），又名秀勃，江西南康县三江乡斜角村人，中国经济学家、翻译家，为中国科学院哲学社会科学部委员。历任全国政协第二，三，四届委员，第四届全国人民代表大会代表。

## 生平
父亲为南康县立高等小学校长。1919年小学毕业后，考取江西省立第三中学。1923年9月考入厦门大学，1924年9月转入上海大夏大学（今华东师范大学）哲学系，萌发了翻译马恩著作的念头。1927年大学毕业，在上海市的中学任教，临到快放寒假时，莫名其妙地被解聘了。郭大力带着着手开始翻译的《资本论》的第一卷译稿，于1928年在杭州大佛寺结识了在此寓居的王亞南。郭大力和王亚南订下了合作计划。经过商议，他们决定先从翻译古典经济学的名著着手。
郭大力又回到上海，经同学介绍，在大夏中学讲授伦理学。一面在上海光华中学教英语以维持基本生活；一面自修德语和钻研古典经济学。1932年與王亞南合譯李嘉圖的《政治經濟學及賦稅之原理》出版，1934年合譯的亞當·斯密《國富論》出版。獨立翻譯完成伊利的《经济学大纲》（1933年9月世界书局）、马尔萨斯的《人口论》、约翰·穆勒的《经济学原理》、耶方斯的《经济学原理》（1936年1月中华书局），洛贝尔图的《生产过剩与恐慌》等。又与王亚南合作译出了《欧洲经济史》，还与李石岑合译了朗格的《唯物论史》。至1934年译出几百万字。
1934年，郭大力告诉王亚南，已经翻译的《资本论》第一卷译稿在“一·二八”事变中毁于炮火，现在只有从头开始翻译《资本论》。此时在上海和北京已经分别出版过《资本论》的第一卷中译本。在难于找到出版社愿意出书，郭大力结婚后生下两个孩子，家庭开支日渐增多的情况下，必须靠写文章换稿酬来维持家庭生活，这使得翻译《资本论》的工作只能时译时停，三年下来只译出几十万字。
1937年初，受中共影响的读书生活出版社鉴于国内一直没有出版《资本论》的第二、三卷中译本，且已经出版的第一卷译本难读难懂，决定重新出版中文全译本。出版社总编辑艾思奇的夫人吴瑛了解到她的同学余信芬的丈夫郭大力正在翻译《资本论》，出版社总编辑艾思奇、董事长郑易里登门拜访郭大力，签订了翻译出版合同。郭大力、王亚南各自得到出版社每月40元法币的预付版税，加上兼课收入，没有后顾之忧。出版社董事长郑易里拿出2000元法币存入银行，作为翻译《资本论》的专项资金，专款专用。1937年8月“八一三”淞沪抗战爆发后，郭大力把《资本论》第一卷书稿交给出版社留守上海法租界的郑易里，带着妻子、儿子、女儿离开上海，辗转回到江西老家南康县斜角村，继续翻译第二、三卷。在赣南乡下这种环境下，郭大力完成了第二卷全部与第三卷大部分的翻译。1938年4月，接近译完第三卷时，出版社打来电报，要郭大力速去上海共同处理排印校对出版事宜。原来出版社负责人郑易里决定利用上海租界的暂时平静这一有利时机，抓紧出版《资本论》，并为了预防被租界当局阻挠等不测因素，尽量短的时间内一气出齐全套三卷。郭大力经香港到位于上海法租界的出版社，经过四个月高度紧张的赶译第三卷未完成的章节、校订全书的译文、还要审校排印出来的清样、甚至亲自设计书的封面装帧（按郭大力的意见与德文原版保持一致），终于在1938年8月31日、9月15日、9月30日由上海读书生活出版社出版这套与王亞南合譯《資本論》1－3卷中译本，印刷了3000套计9000册。在第一版《资本论》书末的《译后跋》中，郭大力写道：“最后，我们应当感谢郑易里先生，他不仅是这个译本出版的促成者和执行者，而且曾细密为这个译本担任校正的工作。”郑易里用日文版《资本论》对郭、王的译本做了校订。郭大力带着出版社特地为他制作的、书脊上烫有“大力珍藏”四个金字的样书踏上了途经香港，返回家乡的旅途。
1938年9月，郭大力应聘于江西省立赣县中学高中部任英文教师。郭大力一面教书，一面翻译，很快把德文版《资本论》附有马克思恩格斯有关通信25封和论文5篇译出，以《〈资本论〉通讯集》为名由读书生活出版社于1939年出版发行。此后，郭大力又将已出版的《资本论》对照原文，逐字逐句进行校订，对错译、误排的文字一一加以订正。这项工作整整花了一年时间，更正1700多处，按页行顺序编成一个长达33页的勘误表，于1940年5月寄给读书生活出版社，出版社将这个勘误表与彭迪先译的《（资本论）第一卷补遗》编在一起，以《（资本论）补遗勘误》的书名发行。
1939年，郭大力在家乡时把柏林大学教授古斯达夫·梅尔著的《恩格斯传》译成了中文，但译稿在寄往上海时丢失。
1940年起，郭大力着手翻译马克思的《剩余价值学术史》。 1940年10月到位于连县东坡的广东文理学院任教政治经济学。不久爆发皖南事变，国统区的反共高压政策，迫使郭大力任教一个学期后，就不得不回到老家南康县斜角村至至1947年春。《剩余价值学术史》的翻译工作1943年11月完成，该书1948年由读书生活出版社出版。此后重译《恩格斯传》、钻研马恩著作和撰写一些通俗文章。此期间他既未任教，也无其它经济来源，仅靠有限的版权税、稿费及妻子在乡村女子师范学校教书的工资，维持的生活。
1946年秋接受邀请，1947年春到厦门大学任教，讲授政治经济学，著有《凯恩斯批判》一书，校订《剩余价值学说史》译稿。1949年春，中国共产党派人将郭大力全家接到刚刚解放的北平。
1950年6月任中央马列主义学院政治经济学研究室主任，讲授《资本论》与“帝国主义论”。1953年、1954年历时两年对《资本论》译文修改后相继再版。
1957年10月11日经杨献珍、龚士其介绍加入中国共产党。入党后用数年时间，郭大力把《资本论》译文全面修改了一次。1963年、1964年、1968年，经郭大力第二次修改的《资本论》第一、二、三卷相继再版。
文化大革命期间，郭大力按照最新的德文版、俄文版重译了《剩余价值学说史》。
1976年4月9日因心脏病突发在北京逝世。

## 著作
- 1949年11月，中华书局出版郭、王合译的亚当·斯密著《国富论》。上海三联书店2009年3月、译林出版社2011年4月陆续据以重印。
- 1950年1月，生活·读书·新知三联书店出版 卡尔·马克思著《恩格斯传》。
- 1950年6月，生活·读书·新知三联书店出版 卡尔·马克思著、考茨基编《资本论通信集》。
- 1951年1月，生活·读书·新知三联书店出版卡尔·马克思著、考茨基编《剩余价值学说史》。其后，人民出版社1975年12月、北京理工大学出版社2011年6月陆续据以重印。
- 1959年11月，商务印书馆出版 托马斯·罗伯特·马尔萨斯著《人口论》；2008年1月，北京大学出版社据以重印。
- 1962年9月，商务印书馆出版【英】大卫·李嘉图著《政治经济学及赋税原理》。1981年4月，以《李嘉图著作及通信集：第一卷》为名收入《汉译世界学术名著丛书》。2011年5月，译林出版社据以重印，而书名仍用《政治经济学及赋税原理》。
- 1972年10月，商务印书馆出版 亚当·斯密著《国民财富的性质和原因的研究》（上卷）；1974年6月，出版《国民财富的性质和原因的研究》（下卷）；1981年1月，收入《汉译世界学术名著丛书》。该译本出自于郭、王二人翻译的《国富论》的重译和校订。
- 1984年10月，商务印书馆出版 斯坦利·杰文斯著《政治经济学理论》，在《汉译世界学术名著丛书》内。2012年8月，第三次印刷。